# De Park
De Park was een versterkt adellijk huis in de Nederlandse stad Haarlem, provincie Noord-Holland. De naam van het huis betekent zoveel als 'omheinde ruimte'.

## Geschiedenis
Het huis De Park lag aan de zuidzijde van de stad, bij de Kleine Houtpoort, en was in de 14e eeuw een bezit van de familie Persijn. Mogelijk was het huis oorspronkelijk een hoeve van het grafelijke hof te Haarlem. Een akte uit 1325 vermeldt dat Jan Persijn - een zoon van Jan Persijn van Velzen - het huis in leen hield van graaf Willem III. Jan gaf in deze akte het vruchtgebruik van De Park aan zijn echtgenote Alijd en tevens werd vastgelegd dat De Park kon vererven op hun dochters.

### Inbeslagname
Na Persijns overlijden in 1334 ging De Park naar zijn dochter Margriet, die was gehuwd met Jacob van Rosenburch. In de strijd tussen graaf Willem V en diens moeder Margaretha - bekend als de Hoekse en Kabeljauwse twisten - koos Jacob de zijde van Margaretha. Nadat Willem als winnaar uit de strijd was gekomen, strafte hij de bondgenoten van zijn moeder af door hun kastelen te verwoesten en bezittingen te confisqueren. De Park kwam nu aan de graaf en Jacobs kasteel werd vernield.
Willem wilde voorkomen dat Margriet in armoede zou vervallen nu haar echtgenoot Jacob was veroordeeld. Daarom gaf hij in 1352 aan Margriete uyt den Parric het vruchtgebruik van de goederen die ze bij haar huwelijk had ingebracht, waaronder De Park. Zij mocht de opbrengsten van deze goederen alleen voor zichzelf gebruiken en niet voor haar echtgenoot.
In november 1362 maakte Margriet haar testament op en kort daarna overleed zij. De Park viel nu weer terug aan het graafschap, in de persoon van graaf Albrecht.

### Canesie
Graaf Albrecht had in Den Haag in 1367 een kapittel gesticht ten behoeve van de hofkapel. Om het kapittel van inkomsten te voorzien, kreeg het diverse goederen toegewezen, waaronder De Park in Haarlem. Voorlopig kreeg Albrechts klerk Koenraad het vruchtgebruik van De Park, totdat in 1371 de paus het hofkapittel officieel in een bul erkende. In deze bul noemde de Paus ook specifiek De Park als het bezit van het hofkapittel. In Haarlem stond dit kapittel overigens bekend onder de naam Canesie.
De Canesie verpachtte de gronden van De Park. In de rekeningen van 1524/1525 ging het om elf pachters die samen bijna 16 morgen land in gebruik hadden. In 1525 gaf Karel V toestemming aan de Canesie om De Park te verkopen, maar dat verliep niet voorspoedig: 20 jaar later had de Canesie nog steeds zes morgen land in bezit.
Uiteindelijk is het gebied van De Park verdwenen onder de bebouwing van Haarlem.

## Beschrijving
Mogelijk was De Park oorspronkelijk een hoeve die viel onder het grafelijke hof in Haarlem. In 1325 was De Park in bezit van Jan Persijn en ging het waarschijnlijk om een versterkt huis.
Het bijbehorende grondbezit strekte van de stadsgracht van Haarlem richting het zuiden, tot aan de huidige Spijkermanslaan. Aan de westzijde werd het begrensd door de Kleine Houtweg en aan de oostzijde door de Kamperstraat.
Adrichem · Aelbrechtsberg · Akersloot · Amstel · Amsterdam · Assendelft · Assumburg · Banjaert · Beeckestijn · Berkenrode · Boekel · Bollenhofstede · Ten Bosch · Brederode · Caprera · Ter Coulster · Cranenbroek · Dampegeest · Eenigenburch · Egmond · Heemstede · Hilversum · Ilpenstein · Jan Aernts woninge van Bennebroek · Keggenrode · Ter Kleef · Kostverloren · Kronenburg · Marquette · Merestein · Middelburg · Muiderslot · Nederhorst · Nieuwburg · Nuwendoorn · Oud Haerlem · De Park · Poelenburg · Purmersteijn · Radboud · Huis te Ramp · Reewijk/Rietwijk · Rolland · Ruysdael · Schagen · Huis te Schoten · Sparenwoude · Te Spijk · Swanenburch · Sypesteyn · Tetrode · Teylingerbosch · Torenburg · Velsen · De Vlotter · Vogelenzang · Ter Wijc · Wijdenes · Ypestein · Te Zaanen